# Cafestol
Le cafestol est une molécule de diterpène (C20H28O3) se trouvant exclusivement dans les caféiers, en particulier dans leurs graines (grains de café), au même titre que le kahwéol.

## Source
Le cafestol est présent principalement dans le grain de café sous forme estérifié à des acides gras. On considère parfois qu'il fait partie de la fraction des lipides insaponifiables. On le trouve aussi en concentration moindre sous forme méthylée sur l'atome d'oxygène en position 16 : le 16-O-méthylcafestol.
Dans le grain de café la concentration en cafestol est de l'ordre de 2 à 13 grammes par kilogramme de grains secs selon l'espèce de caféier ou la variété considérée. Il y en a plus dans l'arabica que dans le robusta.

## Structure
Le cafestol comporte en plus d'un noyau diterpènique un hétérocycle de furane et une chaîne glycol.

## Propriétés
Un certain intérêt est porté à cette molécule depuis que l'on s'est aperçu qu'elle avait la propriété d'élever le taux de cholestérol dans le sang. La consommation chronique et en quantités élevées de café non filtré augmenterait ainsi les risques de maladies cardiovasculaires. 
Il s'agit en effet de la molécule augmentant le plus fortement le taux de cholestérol sanguin parmi toutes les molécules présentes dans l'alimentation humaine.